# Pennywise (album)
Pennywise to płyta zespołu Pennywise wykonującego muzykę hardcore punk. Została wydana przez Epitaph Records 22 października 1991 roku. Jest to pierwszy studyjny album, pomijając EPki A Word from the Wise i Wildcard.
Debiutanckie wydawnictwo zespołu Pennywise pozwoliło ustabilizować scenę kalifornijskiego punk – rocka, która w latach 80. miała swoje załamanie. Obok płyty zespołu Bad Religion pod tytułem Suffer album ten jest wymieniany jako jeden z tych, od którego rozpoczęło się odrodzenie punka w latach 90. (wtedy to zabłysnęły takie zespoły jak NOFX, The Offspring czy Rancid. Album ten porusza wiele tematów, takich jak na przykład utopia w otwierającym wydawnictwo utworze "Wouldn't It Be Nice". Nie brak tu także rad, takich jak na przykład zachęcenie do czerpania radości z każdego dnia w utworach "Living for Today" i "Waste of Time" (ten drugi utwór znajduje się na płycie About Time, wydanej w roku 1995).

## Lista utworów
1. "Wouldn't It Be Nice" – 2:06
2. "Rules" – 1:25
3. "The Secret" – 3:33
4. "Living for Today" – 3:07
5. "Come Out Fighting" – 2:16
6. "Homeless" – 2:09
7. "Open Door" – 1:40
8. "Pennywise" – 1:37
9. "Who's to Blame" – 1:35
10. "Fun and Games" – 2:32
11. "Kodiak" – 1:46
12. "Side One" – 2:10
13. "No Reason Why" – 2:36
14. "Bro Hymn" – 3:00
15. "Psycho 89" – 1:53

Dwunasty utwór – "Side One", aktualnie zatytułowany jako "Unite" (w wydaniu CD) nie jest wymieniony na liście utworów, na tylnej okładce płyty.
Piętnasty utwór – "Psycho 89" jest dostępny jako bonusowy utwór tylko na zremasterowanej wersji albumu, wydanej w roku 2005. W oryginale płyta ta miała tylko czternaście utworów

## Twórcy
- Fletcher Dragge – Gitara
- Jim Lindberg – Wokal
- Byron McMackin – Perkusja
- Jason Thirsk – Bas
- Fred Hidalgo – Projekt okładki